# Futurosport

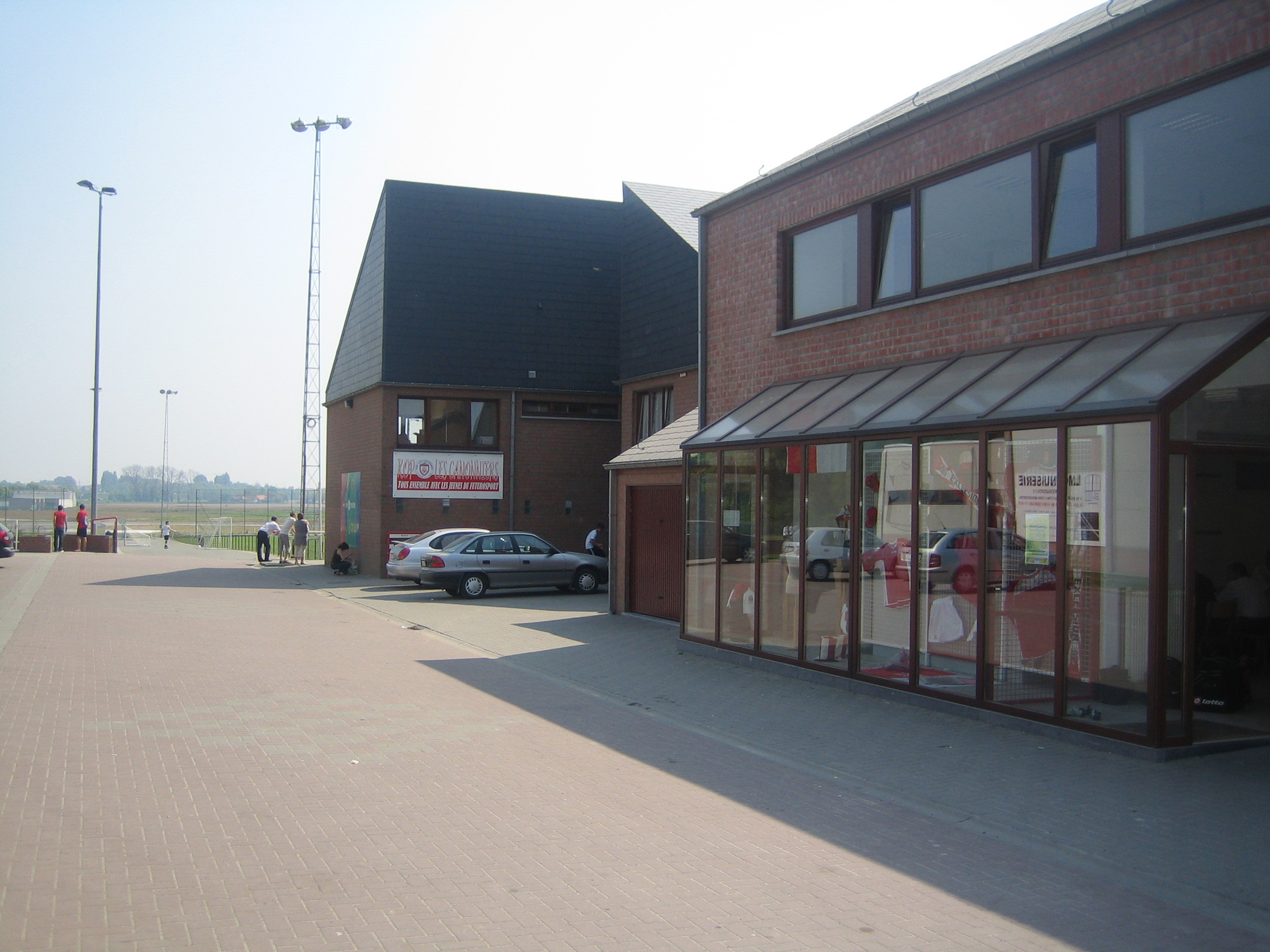
La cafétéria et le fan-shop du futuro.

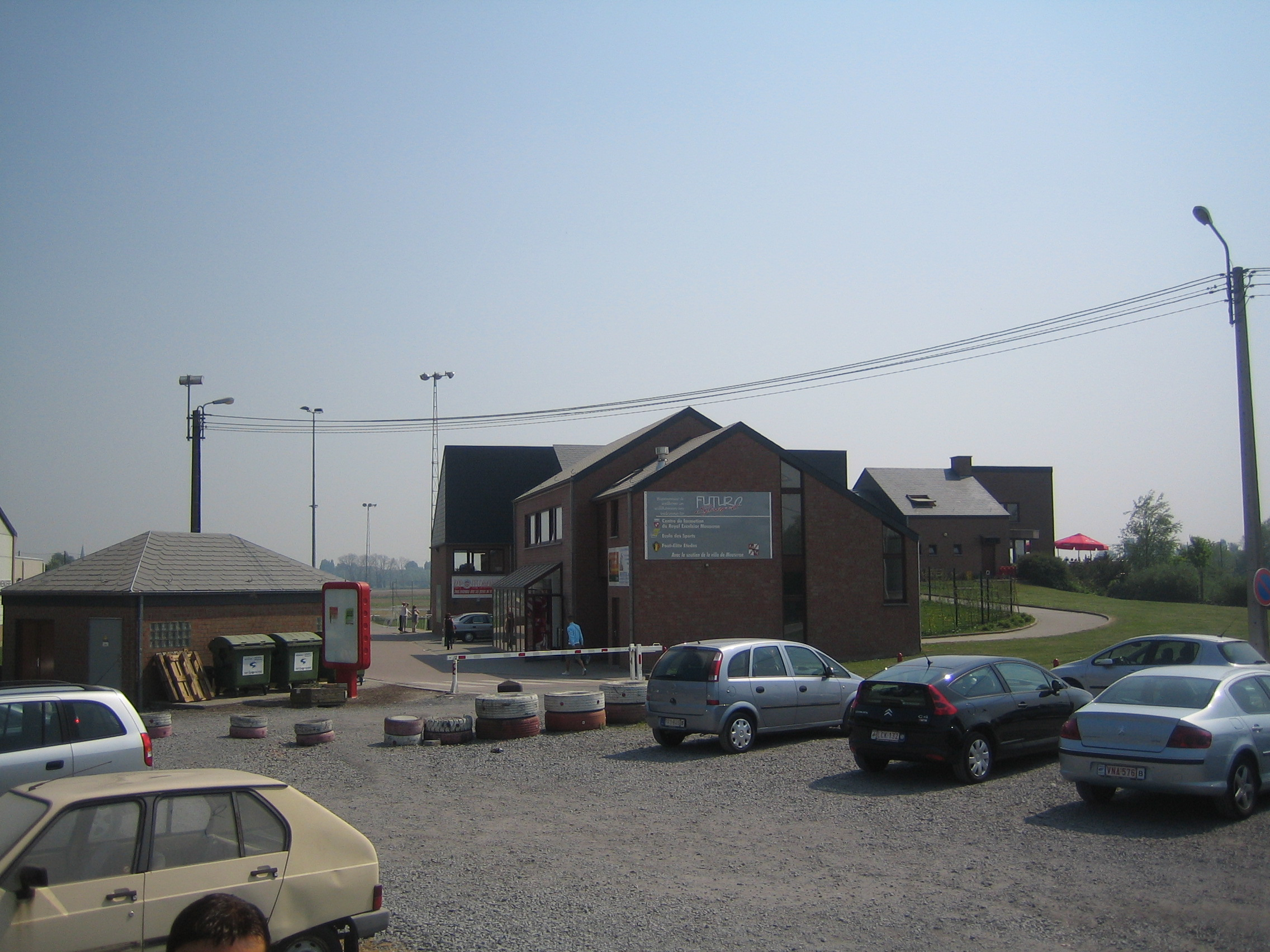
Le Futuro.

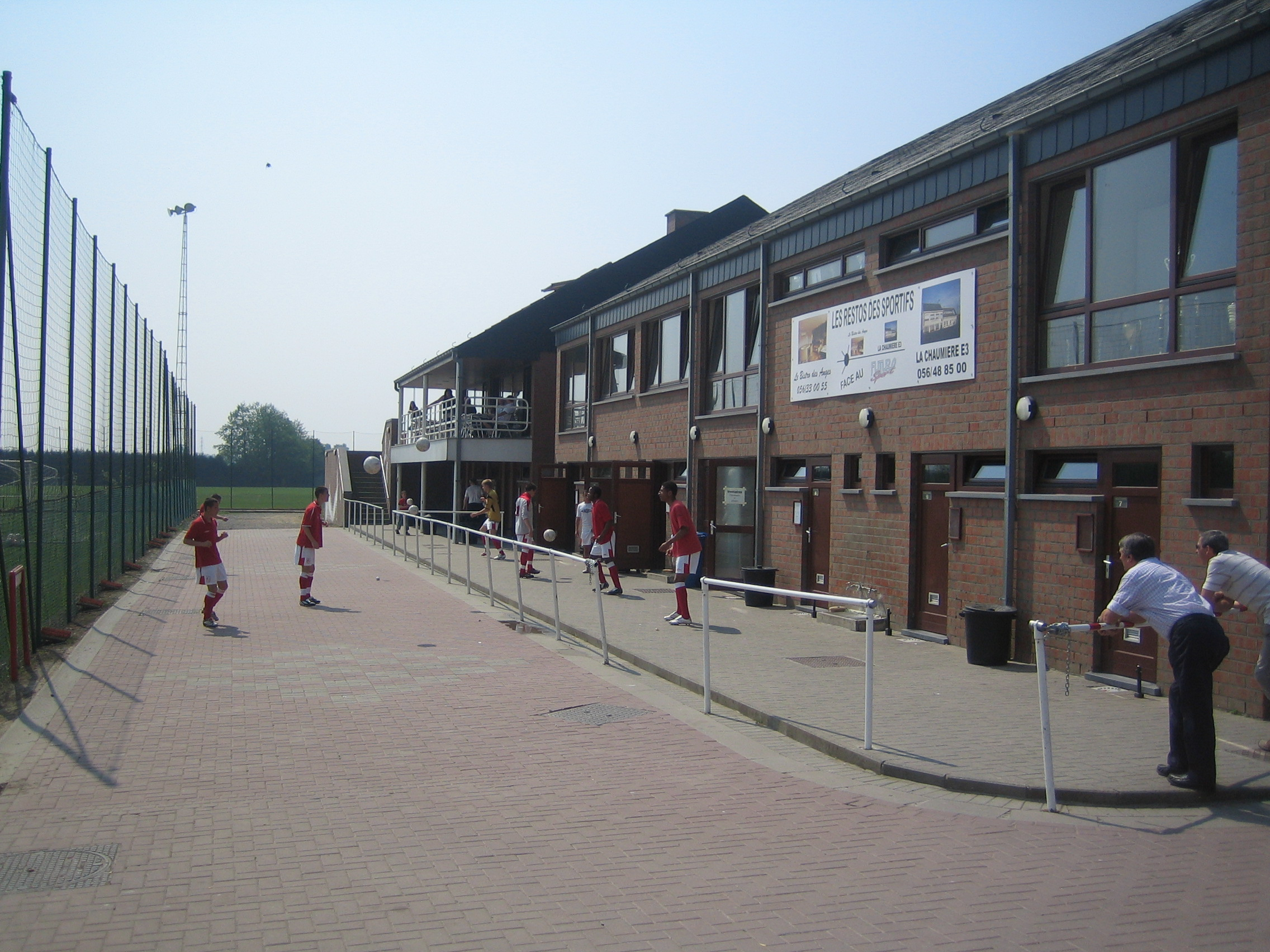
Les vestiaires du Futurosport.

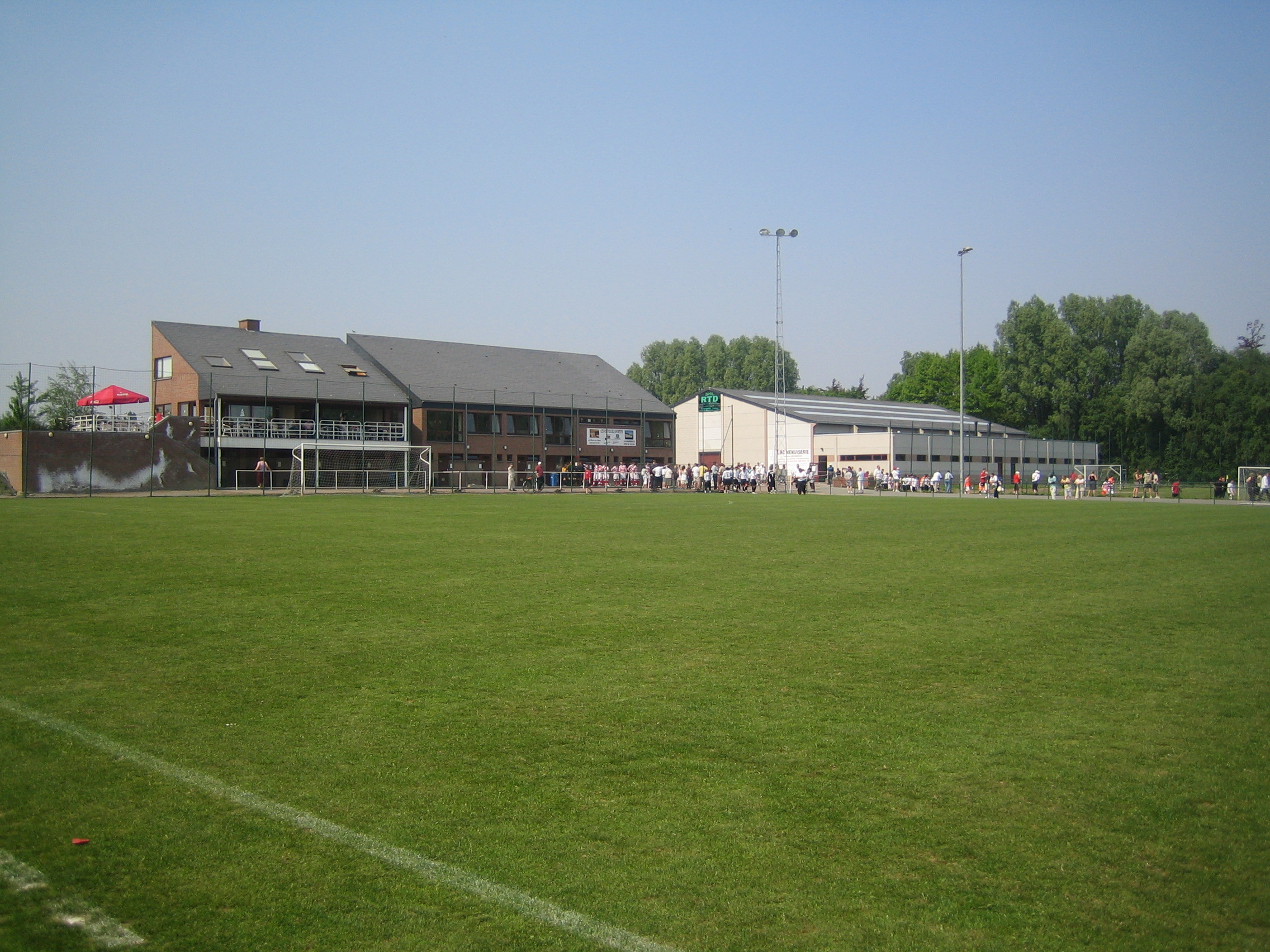
Vue d'ensemble des bâtiments, avec au fond à droite la salle abritant le terrain synthétique.

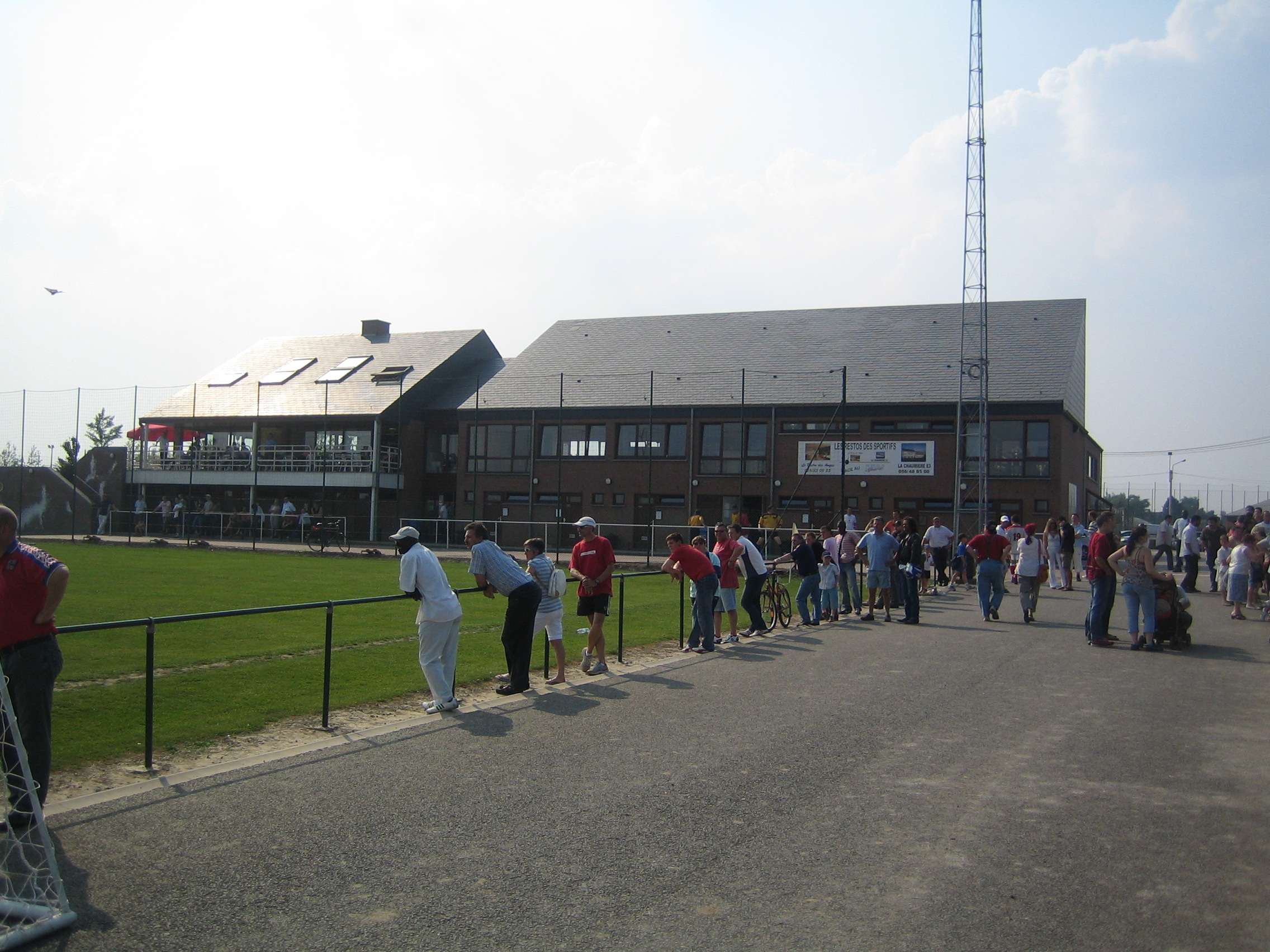
Vue d'ensemble.

Le Futurosport est le centre d'entraînement et de formation du Royal Excel Mouscron, club de football de Division 1 basé à Mouscron.

## Infrastructures
Douze terrains de football, un plateau de travail semi-synthétique, un hall indoor abritant un terrain synthétique, un plateau technique pour gardien, et un Agora Space sont répartis sur un terrain de 21 hectares. Au centre du complexe se trouve une double cafétéria, avec terrasse et vue sur le nouveau terrain principal entièrement synthétique, la salle polyvalente, les vestiaires, les locaux techniques et la conciergerie. L'ensemble est ceinturé par une piste de jogging en copeaux de 1 450 mètres.
Une piste et des installations d'athlétisme ont vu le jour, entièrement clôturées. 
Un complexe tribune constituée de deux parties indépendantes reliées par un dégagement couvert au rez-de-chaussée et un dégagement terrasse extérieur à l’étage.
Une tribune de 1020 places assises sur 10 rangées dotées de sièges coques avec ou sans dossier, de forme trapézoïdale et constituée sous gradins de 4 vestiaires spacieux de 29 m²,  une grande réserve à matériel pour le club local et  petite pour l’école des sports et l’asbl, 1 cabinet médical et des sanitaires publics hommes/femmes.
Un bâtiment administratif sur deux niveaux. Le rez-de-chaussée est constitué d’un grand hall d’accueil entièrement vitré doté d’un comptoir et d’un salon d’accueil desservant l’étage par un ascenseur, d’un double vestiaire spécifique réservé aux joggeurs, d’une salle de musculation de 22,6 m X 8,5 m en revêtement synthétique coulé de 8 mm d’épaisseur, d’un bureau administratif, de 4 vestiaires de 21 m², d’une petite salle polyvalente ; des locaux techniques et d’une grande réserve à matériel.
L’étage est constitué d’un bureau de direction, d’une salle de réunion contigüe à une salle polyvalente, d’une cafétéria de 120 m² et de sanitaires publics.

Actuellement, les autorités communales étudient la faisabilité de l'implantation d'éoliennes sur le site, afin de satisfaire les gros besoins en électricité de l'éclairage nocturne des terrains. Ce projet revêt également une grande portée éducative pour les jeunes footballeurs.

## Politique
La devise du Futurosport est « Former des hommes qui soient aussi des grands footballeurs ». Dans cette optique, les dirigeants mouscronnois vont plus loin que la formation strictement footballistique. Chaque joueur, et parent de joueurs, qui s'engage au Futurosport signe une ligne de conduite qui insiste sur différents points :
- le respect envers les coéquipiers, les adversaires, les arbitres, les entraîneurs, les délégués ;
- le respect des infrastructures, des terrains, des vestiaires et des équipements mis à disposition ;
- la politesse ;
- l'éthique, avoir conscience qu'un joueur doit à tout moment porter dignement les couleurs du club.

### École des sports
Afin de donner les meilleures chances aux jeunes footballeurs de réussir leurs carrières et leurs vies d'hommes, des options foot-études ont été mises en place dans certaines écoles mouscronnoises : l'École des sports.
Les élèves suivent un programme de cours généraux identique à celui de leurs congénères, mais bénéficient d'adaptations d'horaires leur permettant d'assister à des entrainements spécifiques supplémentaires en matinée. L'internat Pierre de Coubertin dispose de 28 chambres (soit 48 lits) pour accueillir les élèves non originaires de la région mouscronnoise.
Outre l'option football, les options équitation, gymnastique, judo, multisports, et natation sont également proposées aux élèves de l'École des sports.

## Historique
Sous l'impulsion de Jean-Pierre Detremmerie, ancien responsable des jeunes, et président du club, les sections jeunes de l'Excelsior Mouscron se déplacent sur le site communal de la Ferme de la Malcense en 1997-1998. L'année suivante, c'est l'École des sports qui s'y installe. Le Futurosport était né. Depuis lors, les installations n'ont cessé de se développer : salles de classe, nouveaux vestiaires, terrain synthétique 40m x 20m, etc.
Dès 1997, c'est Philippe Saint-Jean qui est à la tête du futuro, le mouscronnois ayant déjà fait ses preuves en matière de formation au sein de la fédération belge. En 2002, à la suite de divergences de vues avec Hugo Broos, alors chargé du noyau A, Saint-Jean est remercié.
Lorenzo Staelens le remplace pour peu de temps: on lui confie les rênes de l'équipe première pour la saison 2002-2003. Mais l'expérience n'est pas rééditée, et Staelens reprend rapidement le collier au futurosport, avant de quitter Mouscron pour entrainer l'Eendracht Alost.
Saint-Jean revient au club à l'aube de la saison 2004-2005 en tant que T1 mais faute de résultats, en mars 2005, il préfère se retirer et reprend la tête du futuro, remplacé pour le noyau A par Geert Broeckaert. Cet ancien joueur du club était chargé des réserves depuis 1996, poste qu'il ne quitta que durant son passage à la tête de l'équipe première de mars 2005 à janvier 2006. Le clubman, remplacé à son tour par Gil Vandenbrouck à la suite d'un classement décevant, n'est pas pour autant écarté du club, il réintègre son poste en réserves et il intègre le futuro, entraînant par la même occasion le départ, définitif celui-là, de Saint-Jean. 
Si les aménagements actuels sont principalement réservés aux footballeurs, la ville de Mouscron a encore de nombreux projets pour le site, dont notamment un hôtel destiné à accueillir des clubs en stage, des pavillons de judo et de gymnastique, un centre équestre... Les édiles communaux souhaitent, de cette façon, mettre à profit le rôle social et éducatif du sport dans la cité des hurlus
Depuis juillet 2018, Philippe Saint-Jean a fait son grand retour au sein de l'équipe. Il est responsable sportif de la formation des jeunes.

## Joueurs professionnels issus du Futurosport
- Royal Excelsior Mouscron :

- - Bastien Chantry
  - Daan Van Gijseghem
  - Romain Haghedooren
  - Idir Ouali
  - Guillaume François
  - Jean-Baptiste Yakassongo
  - Maxime Lestienne
  - Benjamin Van Durmen

- Autres Clubs :

- - AJ Auxerre : Jérémy Huyghebaert
  - FCV Dender EH : Paco Sanchez
  - FC Bruges : Jonathan Blondel
  - Roda JC : Jeanvion Yulu-Matondo
  - FCM Brussels : Jean-Philippe Charlet
  - AS Monaco : Vincent Ramaël
  - KMSK Deinze : Mathieu Dejonckheere
  - KV Courtrai : Jimmy Hempte
  - RFC Tournai : Farid Bihhi et Julien Désire
  - AFC Tubize : Yohan Brouckaert
  - KV Ostende : Kévin Pecqueux
  - AGOVV Apeldoorn : Christian Kabeya